# Телефильм
Телефи́льм (телевизио́нный фи́льм) — фильм, созданный специально для демонстрации по сети телевизионного вещания с учётом технических возможностей телевидения и особенностей восприятия телезрителями изображения на экране телевизора. Один из видов телевизионного искусства.
Снимаются киносъёмочными аппаратами на киноплёнку, однако в 1970-е — 1990-е гг. часть телефильмов снималась также телевизионными передающими камерами и записывалась с помощью видеомагнитофона на магнитную ленту. Производство художественных телефильмов, как правило, осуществляется в павильонах и на съёмочных площадках киностудий по заказу телеорганизаций, некоторые телеорганизации осуществляют производство телефильмов в павильонах программных телецентров.
В части случаев телефильм состоит из двух и более последовательных, но демонстрируемых в разное время частей, на постсоветском пространстве называемых «сериями» (см. мини-сериал).

## Классификация
Телефильмы, как и кинофильмы, бывают документальные, художественные и мультипликационные. Последние именуются мультипликационными телефильмами преимущественно в нормативных документах и части периодических изданий, тогда как в официальных изданиях телеорганизаций и программах передач они, так же, как и мультипликационные кинофильмы, обозначались как «мультипликационные фильмы», а «телефильмами» обозначались только художественные телефильмы.
Различные организации телевидения в зависимости от продолжительности телефильмов используют различные их классификации. В странах со слабым государственным телевидением, где преобладали художественные телепередачи с незавершённым сюжетом, классификация отрицала понятие «телецикл» (цикла телефильмов или телеспектаклей), в основе классификации лежит понятие «телесерия» (серии телефильма), объединяющая в себе как многосерийные телефильмы, так и циклы телефильмов, так, Американская телеакадемия различает, независимо от завершённости сюжета:
- Телевизионные фильмы (Television film) — телефильмы, состоящие из 1 или 2 серий;
- Ограниченные серии (Limited Series) (до 2015 года — мини-серии (Miniseries), в постсоветской среде называются «телевизионными мини-сериалами») — телефильмы, состоящие от 2 до 5 серий, или циклы телефильмов, в сумме включающие в себя от 2 до 5 серий[17] (до 2015 года — от 2 до 8 серий);
- Телевизионные серии (Television series) (в постсоветской среде называются «телевизионными сериалами») — телефильмы, состоящие более чем из 6 серий[17] (до 2015 года — более чем из 9 серий), и циклы телеэпизодов (телефильмов, являющихся эпизодами одной истории).

Аналогичную схему классификации («Телефильм» — «Мини-сериал» — «Телесериал») применяет и Академия российского телевидения (на премию академии за лучший мини-сериал или телефильм номинировались, как правило, телефильмы от 1 до 4 серии, тогда как на премию академии за лучший телесериал номинировались вне зависимости завершённости многосерийные телефильмы и циклы многосерийных телефильмов от 10 серий).
В странах с государственной монополией на телевидение или наличием в прошлом государственной монополии на телевидении в период существования монополии основными художественными телепередачами были телеспектакли и телефильмы, и те другие в отдельных случаях могли образовывать циклы телеспектаклей или циклы телефильмов соответственно, художественные телепередачи с незавершённым сюжетом (мыльные оперы и т. п.) отсутствовали, после отмены государственной монополии на телевидении в этих странах начали производить собственные художественные телепередачи с открытым сюжетом, которые, как и аналогичные передачи в США, стали называться «телевизионными сериями». Так, учредители немецкой телевизионной премии в зависимости от количества серий и завершённости сюжета различают:
- Телевизионные фильмы (Fernsehfilm) — телефильмы с завершённым сюжетом, состоящие из 1 серии;
- Многосерийные телевизионные фильмы (Mehrteiler) — телефильмы с завершённым сюжетом, состоящие из нескольких серий (самый длинный телефильм, получивший данную премию состоял из 10 серий, самые короткие из 2);
- Телевизионные циклы (Fernsehreihe) — циклы телефильмов, сюжет каждого из которых представляет собой завершённую историю и может состоять как из одной, так и из нескольких серий;
- Телевизионные серии (Fernsehserie) — художественные телевизионные передачи с незавершённым сюжетом, состоящие из множества серий, в узком смысле к ним относятся многосерийные художественные телепередачи с частично завершённым сюжетом, для многосерийных художественных телепередач с незавершённым сюжетом применяется термин «ежедневное шоу» (Tägliche sendung).

Аналогичная классификация применялась в России до создания Академии российского телевидения, при этом издания крупнейших телеорганизаций страны «многосерийными телефильмами» могли обозначать не только собственно многосерийные телефильмы и латиноамериканские теленовеллы (также обладавшие завершённым сюжетом), но и «мыльные оперы», мультипликационные сериалы «многосерийными мультипликационными фильмами».
Промежуточное положение занимают страны, в которых изначально существовало сильное государственное телевидение, но изначально отсутствовала государственная монополия на телевидение (Великобритания, Канада, Австралия, Новая Зеландия, Япония). Здесь преобладающее положение также занимали художественные телепередачи с завершённым сюжетом (телефильмы и телеспектакли), однако в них производилось и немало художественных телепередач с открытым сюжетом. Соответственно их классификация в этих странах также отрицала понятие «телецикл» и точно так же применяла понятие «телесерия», но по отношению только к циклам телефильмов (как с завершённой историей, так и являющимися эпизодами одной истории), разграничивая её тем самым с понятием «продолжающаяся телепрограмма» («телесериал»), под которой подразумевались как собственно продолжающиеся телепрограммы («мыльные оперы») (примерно схожей позиции придерживается БСЭ, которая применяет термин «телесериал» только к мыльным операм), так и многосерийные телефильмы. Но с 2012 года она стала вместо термина «телесериал» применять термин «мини-серия» и классификация приняла следующий вид:
- Единичные драмы/Единичные комедии — телефильмы, состоящие из 1 серии
- Мини-серии (Miniseries) — телефильмы, состоящие от 2 до 19 серий[23]
- Телевизионные серии (Television series) — циклы телеэпизодов (телефильмов, являющихся эпизодами одной истории), включающие не более 19 эпизодов в сезоне[23]

## Особенности
При создании телефильма учитывают, что угловые размеры у телевизионного экрана меньше, чем у киноэкрана, поэтому телефильмы, как правило, отличаются от кинофильмов своим художественным построением, то есть меньшим числом общих планов, отсутствием в поле кадра мелких деталей изображения. Также условия восприятия телефильма принципиально отличаются от восприятия кинофильма — в зрительном зале кинотеатра темно и человека окружает большое количество незнакомых ему людей. Полная тишина, отсутствие посторонних шумов и темнота помогают сосредоточиться, тогда у телевизора может собираться семья или друзья, что создаёт обстановку активного сопереживания. Все это диктует иное, чем в кино, соотношение между словом и изображением. В телевидении устной речи принадлежит большая роль, и содержание телефильма в большей мере раскрывается в диалоге, чем в действии. Также часть телефильмов могут содержать множество серий что является также результатом относительного постоянства телевизионной аудитории — из вечера в вечер перед экранами телевизора собираются одни и те же люди, они привыкают к постоянным персонажам, как привыкают к дикторам, комментаторам, ведущим.

## История
Первые фильмы, предназначенные специально для показа по телевидению, начали снимать в США в начале 1950-х годов.
Знаменательные даты:
- 1951 — на базе художественной части Московского телецентра создана Центральная студия телевидения[25], осуществлявшее подготовку собственных телевизионных передач (до этого Центрального телевидение показывало документальные и художественные кинофильмы и транслировало театральные спектакли) и заказ телефильмов у киностудий, началось экспериментальное производство телефильмов (телефильмы «Два брата с Арбата», 1953, «Жилец» и «Толстый и тонкий», 1956 года)[6], а с производством фильма Большое сердце стартует регулярное производство телефильмов.
- 1961 — на киностудии «Мосфильм» образовано Творческое объединение «Телефильм»[26][27], возглавленное С. П. Алексеевым; первая в СССР организация, специализирующаяся на телефильмах[28].
- 1964 — В подчинении Государственного комитета Совета министров СССР по радиовещанию и телевидению создан Отдел производства фильмов Центрального телевидения. В качестве эксперимента были созданы Главная редакция производства и обмена телефильмами Минской студии телевидения, получившая в 1972 году название Творческое объединение «Телефильм»[29][30] и Главная редакция производства и обмена телефильмами Приморской студии телевидения[31], позднее переименованная в Главную редакцию производства программ на плёнке, с 1968 года — «Дальтелефильм».
- 1965 — в системе Гостелерадио Украинской ССР создана студия «Телефильм»[29].
- 28 ноября 1966 — в Киеве состоялся первый Всесоюзный фестиваль телевизионных фильмов.
- 1967 — определены 32 телестудии, при которых организовывались главные редакции кинопроизводства (телестудии расположенные в столицах союзных республик и Ленинграде) и редакции кинопроизводства (телестудии расположенные в прочих городах)[32][33]
- 1967 — введение в эксплуатацию Аппаратно-студийного комплекса в Останкино с 4 студиями для съёмки телефильмов.
- 1968 — в составе Комитета по радиовещанию и телевидению Ленгороблисполком были созданы Главная редакция телефильмов и Отдел фильмопроизводства
- 17 июня 1968 — в составе Гостелерадио СССР вместо Отдела производства фильмов Центрального телевидения создано Творческое объединение «Экран».
- 1 февраля 1969 — в Москве состоялся первый Всесоюзный конкурс цветных телевизионных фильмов[34].
- 1972 — создано Объединение телевизионных фильмов Киностудии «Ленфильм»[35] (позднее — Творческое объединение телевизионных фильмов Киностудии «Ленфильм»)
- 1972 — учреждены премии Голливудской ассоциации иностранной прессы «За лучший мини-сериал или телефильм» (Golden Globe Award for Best Miniseries or Television Film), «За лучшую мужскую роль в мини-сериале или телефильме» (Golden Globe Award for Best Actor — Miniseries or Television Film) и «За лучшую женскую роль в мини-сериале или телефильме» (Golden Globe Award for Best Actress — Miniseries or Television Film)
- 1973 — учреждены премии Американской телевизионной академии «За лучший телефильм», «За лучший сериал ограниченной перспективы» (в 1986 году переименована в «За лучший мини-сериал» (Primetime Emmy Award for Outstanding Miniseries)), «За лучшую мужскую роль в телефильме», «За лучшую мужскую роль в сериале ограниченной перспективы» (Primetime Emmy Award for Outstanding Lead Actor in a Limited Series), «За лучшую женскую роль в телефильме» и «За лучшую женскую роль в сериале ограниченной перспективы» (Outstanding Lead Actress in a Limited Series), четыре года спустя премии «За лучшую мужскую роль в телефильме» и «За лучшую мужскую роль в сериале ограниченной перспективы» были объединены в премию «За лучшую мужскую роль в сериале ограниченного периода трансляции и телефильме» (Primetime Emmy Award for Outstanding Lead Actor in a Limited Series or Movie) (с 1986 года — «За лучшую мужскую роль в мини-сериале или телефильме» (Primetime Emmy Award for Outstanding Lead Actor in a Miniseries or a Movie)), премии «За лучшую женскую роль в телефильме» и «За лучшую женскую роль в сериале ограниченной перспективы» — в премию «За лучшую женскую роль в сериале ограниченной перспективы или телефильме» (Primetime Emmy Award for Outstanding Lead Actor in a Limited Series or Movie) (с 1986 года «За лучшую женскую роль в мини-сериале или телефильме» (Primetime Emmy Award for Outstanding Lead Actor in a Miniseries or a Movie)).
- 1988 — Творческое объединение «Экран» реорганизовано в ТПО «Союзтелефильм», в рамках него создана Студия детских и юношеских телефильмов, Творческое объединение телевизионных фильмов «Мосфильма» в Творческое объединение «Телефильм» (с 1990 года — Студия «Телефильм» Киноконцерна «Мосфильм»), Творческое объединение телевизионных фильмов «Ленфильма» в Студию «Петрополь»[35], производство телефильмов на Центральной киностудии детских и юношеских фильмов им. Горького сконцентрировано в Объединении телевизионных фильмов (позднее — Студия «ТВК»).
- 1992 — в рамках РГТРК «Останкино» (созданной на базе Гостелерадио СССР) было создано Творческое объединение «Экран»[36] и ликвидировано ТПО «Союзтелефильм», однако решение о ликвидации «Союзтелефильма» была отменено арбитражным судом[37][38]. Создание вместо главных редакций производства телефильмов местных студий телевидения творческих объединений телевизионных фильмов местных государственных телерадиокомпаний. Однако производственные мощности этих предприятий простаивали, тогда как 75 % кинопоказа занимали иностранные фильмы[39], среди которых наибольшей популярностью пользовались латиноамериканские многосерийные телефильмов с сильно растянутым сюжетом[40][41][42][43][44] (за которыми в мире со временем закрепилось название «теленовеллы»), телерадиокомпания также предпринимала попытки снимать собственные подражания — многосерийные телефильмы «Мелочи жизни» и «Петербургские тайны»[45], ещё меньше телефильмов производилось или заказывалось менее значительными телеорганизациями — Творческим объединением «Артель» Всероссийской государственной телерадиокомпанией и Студией «Лентелефильм» Государственной телерадиокомпании «Петербург — Пятый канал»
- 1993 — последний (XV) фестиваль телевизионных фильмов[46]
- 1994 — создание Академии российского телевидения для присвоения премии «ТЭФИ», среди номинаций которой присутствовал и «Лучший телевизионный фильм», присваивавшаяся как одно- так и многосерийным телефильмам, в 2000 году для многосерийных телефильмов и циклов телефильмов была создана отдельная номинация «Телевизионный художественный сериал», в 2003 году добавлены номинации «Исполнитель мужской роли в телевизионном фильме/сериале» и «Исполнительница женской роли в телевизионном фильме/сериале», в 2004 году многосерийные телефильмы были переведены в общую номинацию с односерийными которая получила название «Телевизионный художественный фильм, мини-сериал», циклы телефильмов остались в номинации «Телевизионный художественный сериал», однако в 2014 году обе эти номинации были объединены, в 2016 году из неё была выделена номинация для комедийных телефильмов и их циклов «Телевизионная многосерийная комедия/Ситком»
- 1995 — ликвидация РГТРК «Останкино» и творческого объединения «Экран», замирание деятельности основных партнёров ТО «Экран» — киностудий «Телефильм», «Петрополь» (обе формально ликвидированы в 2007 году) и «ТВК» (реорганизована в общество с ограниченной ответственностью в 1996 года, формально ликвидирована в 2014 году)[47][48][49], а также творческих объединений телевизионных фильмов местных государственных телерадиокомпаний (в следующие годы они формально были ликвидированы)[50][51], ОРТ в качестве альтернативы творческому объединению «Экран» и РГТРК «Останкино» в целом создало собственную телепроизводящую организацию «Телефабрика»[52], однако широкую телепроизводящую деятельность она развернуть не смогла, коллектив студии «Сериал» Останкино зарегистрировал ООО "Студия «Сериал» но после 2002 года её деятельность замерла. Сразу после ликвидации РГТРК «Останкино» началась борьба за её наследие и наследие её организаций-предшественников между её бывшей архивной службой (ставшей самостоятельным государственным учреждением и получившей авторские права на телепередачи и телефильмы[53], в 2013 году упразднена как отдельное учреждение[54] став филиалом ВГТРК), одной из её киностудий (ставшей Федеральным государственным унитарным предприятием «Союзтелефильм», в 1998 году переданный под управление ВГТРК[55], а в 2006 оно было упразднено как предприятие став филиалом ВГТРК[56]), киностудиями[57] и бывшими телевизионными подразделениями киностудий[58].
- 1999 — учреждена Немецкая телевизионная премия (Deutscher Fernsehpreis), среди номинаций которой присутствовала «Лучший одно- или многосерийный телефильм» (Bester Fernsehfilm/Bester Mehrteiler), в 2009 году она была разделена на «Лучший телефильм» (Bester Fernsehfilm) и «Лучший многосерийный телефильм» (Bester Mehrteiler) (из числа номинировавшихся телефильмов самым большим количеством серий обладали «Geliebte Feinde — Die Deutschen und die Franzosen» и «Im Angesicht des Verbrechens» включавшие по 10 серий)
- 2000 — частью учредителей телекомпании «REN TV» (И. С. и Д. А. Лесневские) была создана киностудия «REN Film» осуществлявшая производство и заказ производства для телекомпании телефильмов и телесериалов
- 2005 — Лесневские вышли из числа акционеров телекомпании REN TV после чего деятельность киностудии «REN Film» практически замерла (некоторое время киностудия владела телеканалом «Мини Муви»)

## Известные телефильмы

### Советские
Расцвет советских телевизионных фильмов пришёлся на 1970-е — 1980-е годы. В этот период было снято множество телевизионных фильмов, ставших классикой советского кинематографа. Большая часть известных советских телефильмов — это лирические комедии, приключенческие и музыкальные картины. Премьеры подобных телефильмов проходили, как правило, в праздничные дни по 1-й программе ЦТ. Эта традиция сохраняется до сих пор. Так, например, телефильм Эльдара Рязанова «Ирония судьбы, или С лёгким паром!» неизменно остаётся традиционным новогодним фильмом, транслирующимся в преддверии каждого Нового года сначала в СССР, а после его распада, в СНГ и в бывших республиках, таких как Прибалтика.
- 1963 — Вызываем огонь на себя (реж. Сергей Колосов)
- 1967 — Майор Вихрь (реж. Евгений Ташков)
- 1969 — Проводы белых ночей (реж. Юлиан Панич)
- 1969 — Тревожные ночи в Самаре
- 1970 — Был месяц май (реж. Марлен Хуциев)
- 1971 — Бумбараш (реж. Николай Рашеев, Аркадий Народицкий)
- 1972 — Станционный смотритель (реж. Сергей Соловьёв)
- 1973 — Эта весёлая планета (реж. Юрий Сааков, Юрий Цветков)
- 1974 — Свадьба Кречинского (реж. Владимир Воробьёв)
- 1974 — Соломенная шляпка (реж. Леонид Квинихидзе)
- 1974 — Странные взрослые (реж. Аян Шахмалиева)
- 1974 — Таня (реж. Анатолий Эфрос)
- 1974 — Чисто английское убийство (реж. Самсон Самсонов)
- 1975 — Здравствуйте, я ваша тётя! (реж. Виктор Титов)
- 1975 — Ирония судьбы, или С лёгким паром! (реж. Эльдар Рязанов)
- 1975 — Приключения Буратино (реж. Леонид Нечаев)
- 1975 — Старший сын (реж. Виталий Мельников)
- 1976 — Дневной поезд (реж. Инесса Селезнёва)
- 1976 — Небесные ласточки (реж. Леонид Квинихидзе)
- 1976 — Тимур и его команда (реж. Александр Бланк, Сергей Линков)
- 1976 — Труффальдино из Бергамо (реж. Владимир Воробьёв)
- 1977 — Кто поедет в Трускавец (реж. Валерий Ахадов)
- 1977 — Про Красную Шапочку (реж. Леонид Нечаев)
- 1977 — Собака на сене (реж. Ян Фрид)
- 1978 — Безымянная звезда (реж. Михаил Козаков)
- 1978 — Дуэнья (реж. Михаил Григорьев)
- 1978 — Летучая мышь (реж. Ян Фрид)
- 1978 — Обыкновенное чудо (реж. Марк Захаров)
- 1978 — Театр (реж. Янис Стрейч)
- 1978 — 31 июня (реж. Леонид Квинихидзе)
- 1979 — Отпуск в сентябре (реж. Виталий Мельников)
- 1979 — Стакан воды (реж. Юлий Карасик)
- 1979 — Тот самый Мюнхгаузен (реж. Марк Захаров)
- 1979 — Трое в лодке, не считая собаки (реж. Наум Бирман)
- 1979 — Фантазии Фарятьева (реж. Илья Авербах)
- 1980 — Мы, нижеподписавшиеся (реж. Татьяна Лиознова)
- 1980 — Назначение (реж. Сергей Колосов)
- 1980 — Не стреляйте в белых лебедей (реж. Родион Нахапетов)
- 1980 — О бедном гусаре замолвите слово (реж. Эльдар Рязанов)
- 1981 — Не бойся, я с тобой (реж. Юлий Гусман)
- 1981 — С вечера до полудня (реж. Константин Худяков)
- 1982 — Дом, который построил Свифт (реж. Марк Захаров)
- 1982 — Ищите женщину (реж. Алла Сурикова)
- 1982 — Никудышная (реж. Динара Асанова)
- 1982 — Покровские ворота (реж. Михаил Козаков)
- 1982 — Транзит (реж. Валерий Фокин)
- 1982 — Чародеи (реж. Константин Бромберг)
- 1983 — Зелёный фургон (реж. Александр Павловский)
- 1983 — Поцелуй (реж. Роман Балаян)
- 1984 — Пеппи Длинныйчулок (реж. Маргарита Микаэлян)
- 1984 — Формула любви (реж. Марк Захаров)
- 1985 — Дети солнца (реж. Леонид Пчёлкин)
- 1988 — Собачье сердце (реж. Владимир Бортко)
- 1989 — Визит дамы (реж. Михаил Козаков)
- 1989 — Дон Сезар де Базан (реж. Ян Фрид)

### Иностранные
- Дуэль (Duel; 1971, США) — первый полнометражный фильм Стивена Спилберга, успех которого позволил ему начать карьеру кинорежиссёра.
- Звёздный крейсер «Галактика» (фильм) (1978, США) — собрал аудиторию около 60 миллионов.
- На следующий день (The Day After; 1983, США) — телефильм, который посмотрела возможно самая большая аудитория (около 100 миллионов), и являющийся одним из 100 лучших телефильмов всех времён по версии журнала «Time»[59].
- Бриллиантовое руно (1992, Канада) — криминальная комедия, получившая высокие оценки критиков за художественные достоинства и премию Gemini.
- Если бы стены могли говорить (1996, США) — телефильм из трёх новелл, впервые подробно затрагивающий тему абортов.
- Наполеон (Napoléon; 2002, Франция) — самый дорогой телефильм Европы. Его стоимость превысила 40 млн евро[60].

## Телевизионная мультипликация
В 1969 году была создана создана Студия мультипликационных телефильмов Творческого объединения «Экран», в последующие десятилетия мультипликационные отделы главных редакций производства телефильмов местных телестудий (таких как «Куйбышевтелефильм», «Саратовтелефильм», «Волгоградтелефильм», «Пермьтелефильм», «Свердловсктелефильм» и «Латвийский телефильм», по заказу Государственного комитета Совета министров СССР по телевидению и радиовещанию крупнейшие киностудии стали производить мультфильмы для телевидения. Первоначально телевизионная мультипликация имела преимущественно прикладной характер — мультипликационные отделы занимались оформлением эфира, создание титров и заставок телепередач.
К середине 1970-х годов мультипликация на телеэкране становится привычным явлением, количество мультфильмов, выпускаемых различными студиями телефильмов неизменно растет. К концу десятилетия она выпускает в год более 20 картин. Формируется даже понятие «телевизионная мультипликация» как продукция, обладавшая определёнными художественными характеристиками, исходя из параметров трансляции и термин «Мультипликационный телефильм» или анимационный телефильм (в англоязычной среде аналогичный термин — Animated television films).
В 1980-х гг. предпринимаются попытки наладить выпуск фильмов Горьковское телевидение, Новосибирсктелефильм, Уфимская и Казанская студии телевидения, но здесь создание мультипликации не носило регулярного характера.
На рубеже 1980-х[чем?] появились также «фильмы-минутки» (чаще всего ориентированные для взрослых и представляли остросоциальные плакаты) длиною от 1,5 до 2,5 минут, предназначенные для заполнения пауз между передачами.
Однако в 1994 году центральное телевидение перестало транслировать продукцию местных телестудий, включая произведённые ими мультфильмы и вскоре большая часть главных редакций производства телефильмов местных телестудий была ликвидирована, а годом спустя вместе с Российской государственной телерадиокомпанией «Останкино» (созданной в 1991 года на базе Гостелерадио СССР) прекратило существование Творческое объединение «Экран» и его Студия мультипликационных телефильмов.